# Alitor
Alitor je metal bend nastao u Inđiji jula 2011. godine. Sastav su osnovali Marko Todorović (bas gitara/vokal), Stefan Đurić (bubnjevi), Jovan Šijan (gitara/prateći vokal) i Aleksandar Stevanović (gitara) sa ciljem sviranja treš metal obrada (bendova iz osamdesetih godina 20. veka). 
Posle svega mesec dana od osnivanja, bend nastupa na inđijskoj gitarijadi, izvodeći numere legendarnih sastava - Metalika, Slejer, Testament. Na tom takmičenju, Alitor osvaja drugo mesto, što je ovom mladom sastavu bio podstrek za dalji rad.

## Embittered (EP)
Nakon nekolicine nastupa po Srbiji, u jesen 2012. godine sastav kreće sa snimanjem svog prvog EP izdanja, pod nazivom „Embittered“. Snimanje je realizovano u beogradskom studiju Citadela Sound Production, pod producentskom palicom Luke Matkovića (Ex Space Eater, Quasarborn, Bombarder); ovo će ujedno biti formula koju će, kasnije, tokom svoje karijere, redovno koristiti pri snimanju svih narednih izdanja. 
„Embittered“ je objavljen krajem 2012. godine, kao samoizdanje. Ubrzo nakon objave EP-a, Alitor biva uključen u „Serbian Metal Portal“ kompilaciju Serbia Goes Heavy Vol. 1, počinje da deli binu sa većim imenima domaće metal scene i beleži nastupe na manjim underground festivalima. 

## Eternal Depression (album)
Krajem 2013. godine, u saradnji sa Lukom Matkovićem, Alitor kreće u snimanje svog prvog full-length albuma „Eternal Depression“ koji će godinu dana kasnije biti objavljen za nemačku izdavačku kuću „Witches Brew“ (poznata po saradnji sa bendovima Toxic Holocaust, Gama Bomb, Nadimač).
U novembru 2014. godine, Alitor odlazi na svoju prvu evropsku turneju sa bendom „Space Eater“. Turneja, koja je promovisala tada aktuelna izdanja bendova je simoblično nazvana „Passing Through The Fire To Europe“. Turneja je trajala 12 dana i obuhvatala je nastupe u Hrvatskoj, Sloveniji, Slovačkoj, Češkoj Republici, Nemačkoj, Austriji, Bugarskoj i Makedoniji. Turneja je organizovana u sopstvenoj režiji, a organizaciju iste je preuzeo Marko Todorović, frontmen benda Alitor.
Nakon ove turneje, bend postaje primećen od strane većih srpskih promotera i festivala poput Exita, Arsenal Festa, Revolution Festa, Festivala Srpskog Podzemlja; festivala na kojima će u više navrata nastupati zajedno sa legendarnim bendovima kao što su Nuclear Assault, Suicidal Tedencies, Antraks, Testament, Napalm Death... 
Tokom narednih godina, Alitor nastavlja trend redovnih koncerata širom Srbije i Evrope (uglavnom radeći vikend turneje sa bendom Space Eater, kasnije Quasarborn).
U aprilu 2016. godine inđijski bend dobija priliku da nastupa kao predgrupa na koncertu „Obscura“ i „Death DTA“ – legendarnog metal sastava koji su članovi Alitora u više navrata pominjali kao jedan od glavnih muzičkih uzora.

## Patterns of Redemption (singl)
Leta iste godine, Alitor još jednom ulazi u studio i ovog puta snima singl „Patterns of Redemption“, koji je objavljen godinu dana kasnije (2017) i za koji je snimljen spot u saradnji sa perspektivnim filmskim umetnicima iz Inđije – Nemanjom Ćeranićem (Lihvar, Volja Sinovljeva), Strahinjom Madžarevićem (Crna Svadba) i Markom Marjanovićem Mariničićem (Pištolji i kacige).
Ubrzo nakon objave ovog singla, usled kreativnih razlika, krajem 2017. godine iz benda izlazi Aleksandar Stevanović, a na njegovo mesto dolazi Igor Marinić iz benda Prototype Unleashed. 
Nakon ove promene, bend beleži manji broj koncerata i prolazi kroz krizni, tranzicioni period, paralelno radeći na pripremi materijala za naredni album. 

## II (album)
Početkom 2019., u novoj postavi, sastav kreće sa snimanjem svog drugog albuma. Do kraja godine, bend objavljuje prvi singl sa novog albuma, pod nazivom „Consecration“. Ubrzo nakon objave singla, iz benda izlazi Igor Marinić i na njegovo mesto se vraća Aleksandar Stevanović. 
U originalnoj postavi, novembra 2020. godine Alitor zvanično objavljuje svoj drugi album pod nazivom „II“ posredstvom izdavačkih kuća Doc Gator (Švajcarska, vinyl izdanje) Records, Ragnarok Records (Nemačka, CD izdanje) i Take It Or Leave It Records (Srbija, digital); zvanično objavljivanje novog albuma je bilo pomereno u nekoliko navrata, zbog globalne pandemije virusa Covid 19.
Album „II“ dobija vrlo dobre recenzije u zemljama nemačkog govornog područja i biva izabran za jedno od najboljih thrash metal izdanja 2020. godine od strane legendarnih časopisa Deaf Forever, Rock Hard, Legacy Magazine i Time For Metal. 
Za numeru „The Tempest Within“, sa albuma „II“, Alitor je snimio spot u saradnji sa Jovanom Uzelac (autor spota Consecration), Lukom Matkovićem i perspektivnom domaćom glumicom Teodorom Marčetom. 
Sastav je početkom 2020. godine zabeležio nekolicinu nastupa u regionu, ali je usled pomenute pandemije ostatak te godine je bio koncertno neaktivan. Bend je ovaj period „koncertne suše“ iskoristio za rad na novim pesmama. 

## Spoznaja (EP)
Početkom 2021. godine Alitor počinje sa snimanjem EP izdanja „Spoznaja“, prvog materijala na maternjem jeziku. I ovog puta, za produkciju je zadužen Luka Matković. Bend završava sa studijskim aktivnostima u junu, kada kreće sa koncertnim aktivnostima koje su trajale tokom čitavog leta, čineći na taj način Alitor koncertno jednim od najaktivnijih metal bendova u Srbiji. 
Oktobra 2021. godine Alitor objavljuje EP „Spoznaja“ posredstvom nemačke izdavačke kuće "Pottmortem Records", kojim je obeležio prvih 10 godina postojanja benda. Numera „Lokot“ sa ovog EP izdanja biva ekranizovana, još jednom, u saradnji sa mladom umetnicom Jovanom Uzelac. 
Zbog zdravstvenih problema jednog od članova benda, Alitor nije nastupao u prvoj polovini 2022. godine, da bi se jula iste godine vratili koncertnim aktivnostima nastupajući na nekolicini domaćih festivala od kojih se posebno izdvaja nastup na glavnoj bini (Main Stage) Exit Festivala, gde je bend nastupao kao predgrupa legendarom sastavu Napalm Death. 

## Spoljašnje veze
- Zvanični sajt
- Zvanični facebook profil
- Zvanični instagram profil